# Tube de Thiele

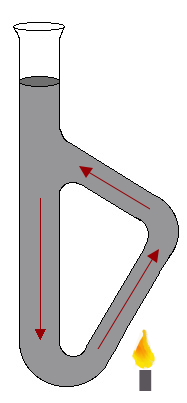
Représentation d'un tube de Thiele avec les flèches rouges montrant le courant de convection

 (juin 2025).
Si vous disposez d'ouvrages ou d'articles de référence ou si vous connaissez des sites web de qualité traitant du thème abordé ici, merci de compléter l'article en donnant les références utiles à sa vérifiabilité et en les liant à la section « Notes et références ».
Le tube de Thiele, inventé par le chimiste allemand Friedrich Karl Johannes Thiele, est un tube permettant de mesurer le point de fusion, avec de l'huile, un thermomètre et un tube capillaire contenant la substance à analyser. L'appareil ressemble à un tube à essai muni d'une poignée.[citation nécessaire]

## Fonctionnement

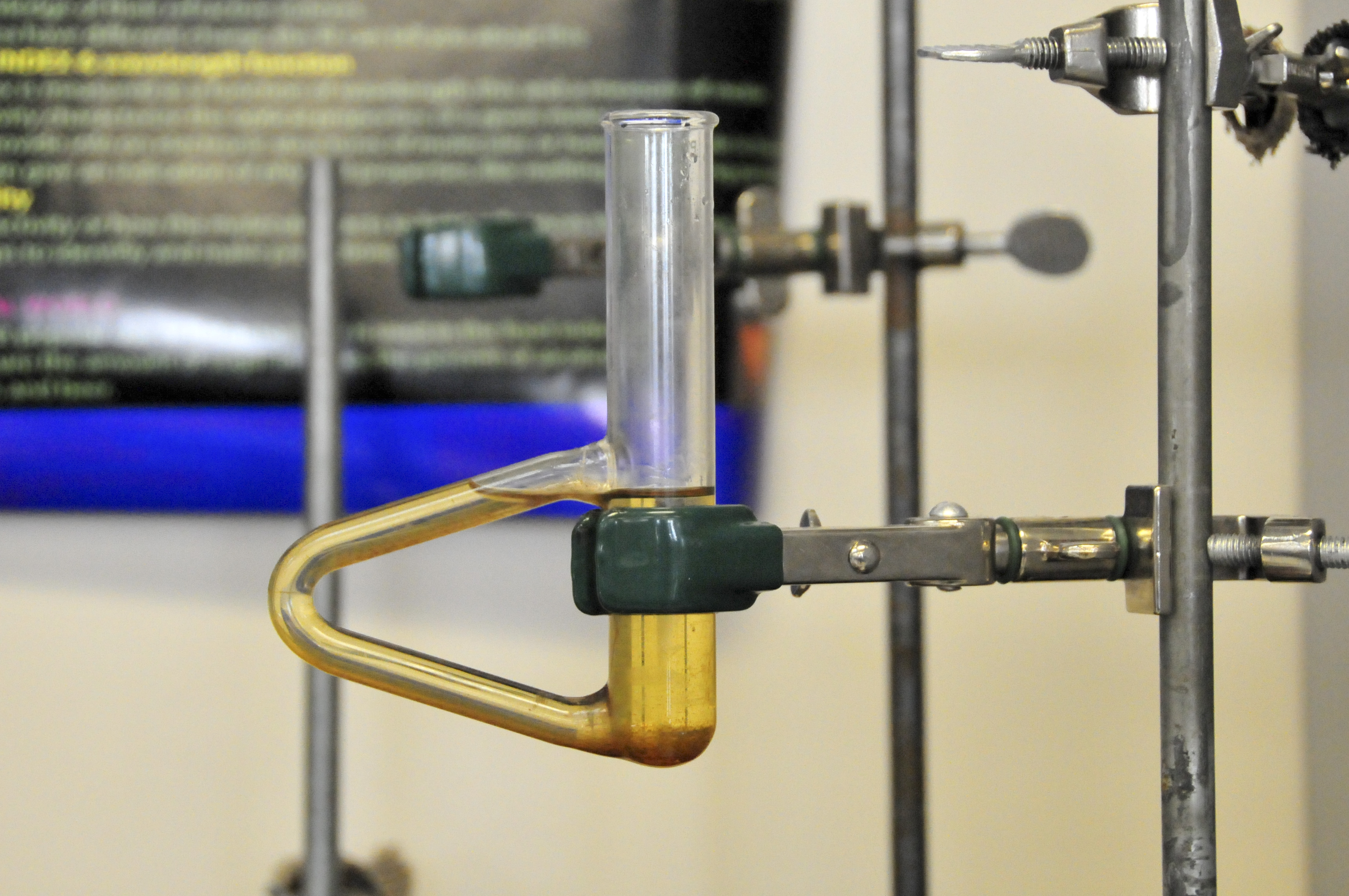
Tube de Thiele

Un échantillon placé dans un capillaire, relié à un thermomètre, est immergé dans le tube. Une source de chaleur, telle qu'un bec Bunsen ou une colonne d'air chaud, réchauffe la poignée qui par conduction chauffe l'huile (silicone, par exemple) qui à son tour fait fondre la substance à analyser. La forme du tube permet la circulation d'un courant d'huile chaude de température uniforme par un phénomène de convection.[citation nécessaire]
On relève la température à laquelle l'échantillon fond dans le capillaire.[citation nécessaire]
Le tube de Thiele peut être utilisé pour déterminer le point d'ébullition d'une substance.[citation nécessaire]